# 查懋光
查懋光（？年—？年），字允謙，太医院医籍，苏州府长洲县人。明朝政治人物。

## 生平
嘉靖四年（1525年）乙酉科順天府鄉試舉人（經魁），嘉靖五年（1526年）联捷丙戌科第二甲第四十二名進士。授刑部山西司主事，嘉靖九年（1530年）十二月，因私自监禁人致死，被革职为民。

## 家族
曾祖查文，府同知，贈中大夫布政使司右參政；祖父查恂，以子查應兆累贈中大夫布政使司右參政；父查應臣，訓導。母陳氏；繼母孫氏、雷氏。具庆下。兄查懋昌，甲辰進士；弟查懋昭，嘉靖十九年庚子舉人；懋欽；懋芳；懋賢；懋元。